# Stenogonum salsuginosum
Stenogonum salsuginosum är en slideväxtart som beskrevs av Thomas Nuttall. Stenogonum salsuginosum ingår i släktet Stenogonum och familjen slideväxter. Inga underarter finns listade i Catalogue of Life.